# Porphyria flintae
Porphyria flintae är en svampdjursart som beskrevs av Patricia R. Bergquist 1995. Porphyria flintae ingår i släktet Porphyria och familjen Aplysinellidae.
Artens utbredningsområde är Nya Kaledonien. Inga underarter finns listade i Catalogue of Life.